# 蒂萊亞格德鄉

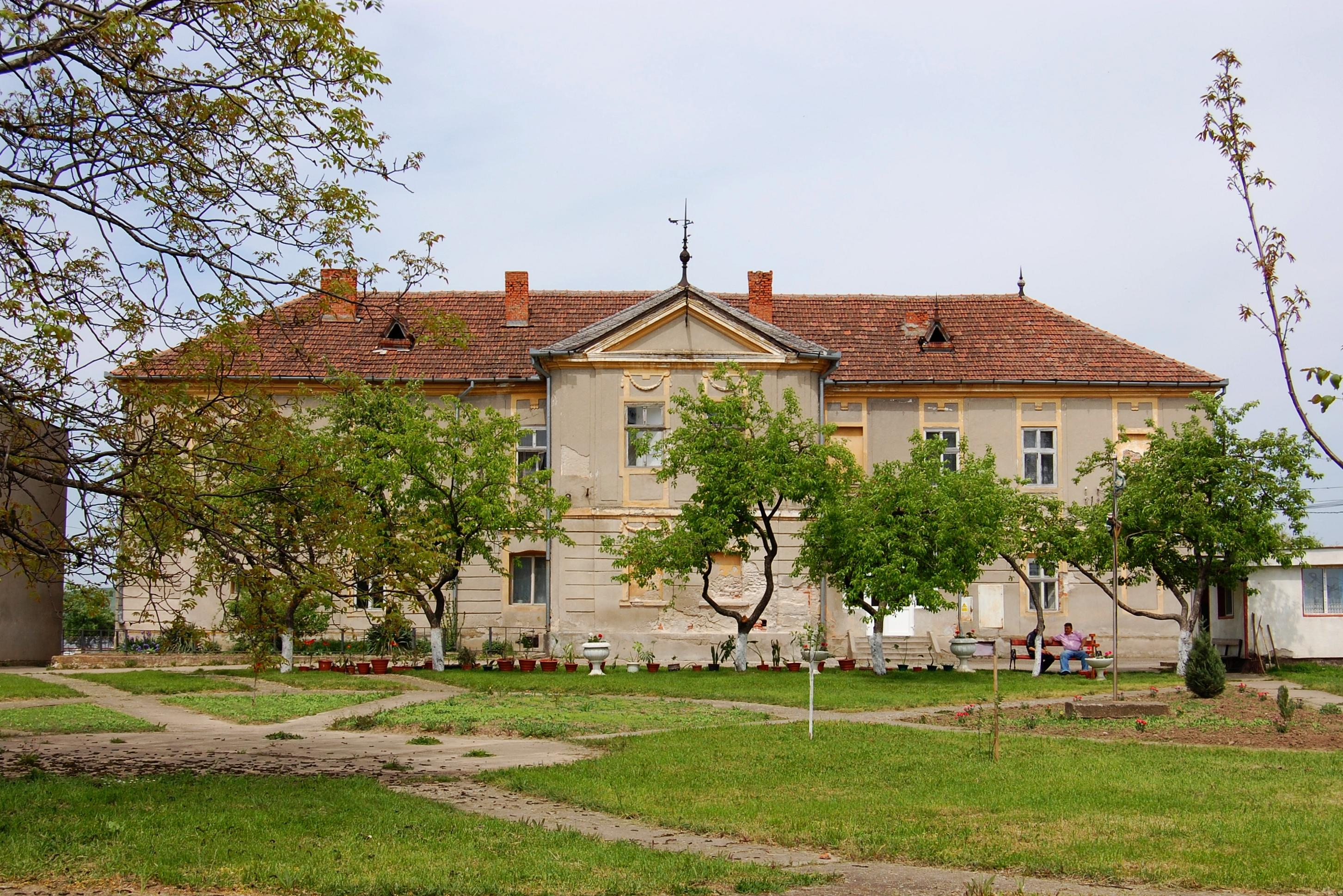

47°04′N 22°12′E / 47.067°N 22.200°E
蒂萊亞格德鄉（羅馬尼亞語：Comuna Tileagd, Bihor），是羅馬尼亞的鄉份，位於該國西北部，由比霍爾縣負責管轄，面積65平方公里，海拔高度174米，2007年人口7,098，人口密度每平方公里109人。